# Stanislav Štepka
Stanislav Štepka (* 26. července 1944 Radošina) je slovenský spisovatel, dramatik, režisér, scenárista, herec a textař, vedoucí osobnost Radošinského naivného divadla.

## Život
V roce 1965 absolvoval Pedagogickou fakultu v Nitře, později v roce 1977 i žurnalistiku na Filozofické fakultě Univerzity Komenského v Bratislavě. V roce 1963 se stal uměleckým šéfem Radošinského naivného divadla (RND). V prosinci téhož roku měla premiéru jeho první divadelní hra, Nemé tváre alebo Zver sa píše s veľkým Z. V letech 1964 až 1969 byl pedagogem v Bojné, v letech 1970-1975 působil jako redaktor Učiteľských novín v Bratislavě, mezi lety 1976 až 1983 pracoval jako redaktor zábavných programů v Československého rozhlasu v Bratislavě. Od roku 1983 je profesionálním divadelníkem a spisovatelem ve svobodném povolání. Od roku 1997 je majitelem Agentury RND, která se stará o chod a provoz Radošinského naivného divadla.
Žije v Bratislavě, je ženatý a má dvě děti.

## Ocenění
- 2006 - Zlaté pero 2006 - cena literární kritiky za nejhodnotnější původní dílo za sbírku Desatoro (a zopár navyše)

## Dílo

### Divadelní hry
- 1963 Nemé tváre alebo Zver sa píše s veľkým Z (25. prosince 1963 Radošina)
- 1967 Pitva (29. marec 1967 Radošina)
- 1968 Z duba padol, oddýchol si (30. listopadu 1968 Radošina)
- 1969 Pŕŕŕ (18. listopadu 1969 Radošina)
- 1970 Jááánošííík (14. listopadu 1970 Radošina, Klub mladých)
- 1970 Človečina (14. november 1970 Radošina)
- 1975 Alžbeta Hrozná alebo Krw Story (11. ledna 1975 Radošina)
- 1977 Hrob lásky (19. ledna 1977 Bratislava, Divadelní klub mládeže)
- 1978 Rozprávka o tom, ako žijeme dodnes, ak sme nepomreli (22. května 1978 Bratislava, Divadelní klub mládeže)
- 1979 Slovenské tango (28. května 1979 Bratislava, Klub spojů)
- 1980 Kúpeľná sezóna (27. října 1980 Bratislava, PKO)
- 1982 Svadba (1. února 1982 Bratislava, PKO)
- 1983 Čierna ovca (15. září 1983 Bratislava, PKO)
- 1984 Nevesta predaná Kubovi (21. ledna 1984 Bratislava, Štúdio S)
- 1984 Pavilón B (19. října 1984 Bratislava, PKO)
- 1985 O čo ide (17. září 1985 Bratislava, Štúdio S)
- 1986 Nebo, peklo, raj (19. prosince 1986 Bratislava, Štúdio S)
- 1987 Ženské oddelenie (21. října 1987 Bratislava, PKO)
- 1988 Loď svet (12. prosince 1988 Bratislava, PKO)
- 1989 Vygumuj a napíš (21. září 1989 Bratislava, RND)
- 1990 Pokoj domu tomuto (24. září 1990 Bratislava, RND)
- 1991 Kam na to chodíme (28. března 1991 Bratislava, RND)
- 1992 LÁS-KA-NIE (15. února 1992 Bratislava, RND)
- 1992 Delostrelci na Mesiaci (20. listopadu 1992 Bratislava, RND)
- 1993 Hostinec Grand (20. listopadu 1993 Bratislava, RND)
- 1994 Dohoda možná (24. června 1994 Bratislava, Štúdio S)
- 1994 Malá srdcová príhoda (5. listopadu 1994 Bratislava, RND)
- 1994 Štedrý divadelný večer (20. prosince 1994 Bratislava, RND)
- 1995 Materské znamienko (13. dubna 1995 Bratislava, RND)
- 1995 Kino Pokrok (15. prosince 1995 Bratislava, RND)
- 1996 Tata (13. december 1996 Bratislava, RND)
- 1997 Konečná stanica (31. května 1997 Bratislava, RND)
- 1999 Včela v zime (25. června 1999 Bratislava, RND),
- 2000 Súpis dravcov (31. března a 1. apríl 2000 Bratislava, RND)
- 2000 Jááánošííík (po tridsiatich rokoch) (14. listopadu 2000 Bratislava, RND)
- 2002 Na jeden dotyk (17. května 2002 Bratislava, RND)
- 2003 Ako sme sa hľadali (7. února 2003 Bratislava, RND)
- 2003 Kronika komika (26. dubna 2003 Bratislava, RND)
- 2004 Generál (5. a 6. března 2004 na scéně RND)
- 2005 Hra o láske (4.a 5. února 2005 na scéně RND)
- 2006 Desatoro (10. února 2006, RND)
- 2006 Sedem hlavných hriechov (8. a 9. prosince 2006)
- 2007 Stvorenie sveta (22. června 2007)
- 2008 Niekto to rád slovenské (7. listopadu 2008)
- 2009 Mám okno (6. listopadu 2009)
- 2010 Nesladím (28. října 2010)
- 2011 Len tak prišli (28. října 2011)
- 2012 Štastné konce (25. května 2012)
- 2012 Polooblačno (30. listopadu 2012)
- 2013 Sčista-jasna (13. července 2013)

### Knižní publikace
- 1987 Nevesta predaná Kubovi (v spol. s J. Suchým, Tatran)
- 1987 História môjho otca (LITA)
- 1989 Hotel Európa (LITA)
- 1989 Ženské oddelenie (LITA)
- 1989 Tri správy (Slovenský spisovateľ)
- 1989 Radošinské naivné divadlo (Tatran)
- 1998 Otcovské znamienka (Slovenský spisovateľ)
- 1991 Kam na to chodíme (v spol. s Milanem Lasicou, Smena)
- 1993 Tri sny (a doslov do snov) (Slovenský spisovateľ)
- 2001 ...a já, Katarína Kolníková (Ikar)
- 2003 Kronika komika I (Ikar)
- 2005 Kronika komika II (Ikar)
- 2005 Kronika komika III (Ikar)
- 2006 Desatoro(a zopár navyše) (Ikar)
- 2006 Kronika komika VI (Ikar)
- 2006 Kronika komika IV (Ikar)

## Seznam písňové tvorby (výběr)
- poz. - pieseň - interpret - (hudba) - rok

(h: /) - doteraz nezistený autor hudby
- (na doplnenie)

- Vianočná pošta - Robo Opatovský (h:Robo Opatovský)[6] [7]